# Zulfugar Hadjibeyov
 (juillet 2025).
Si vous disposez d'ouvrages ou d'articles de référence ou si vous connaissez des sites web de qualité traitant du thème abordé ici, merci de compléter l'article en donnant les références utiles à sa vérifiabilité et en les liant à la section « Notes et références ».
Vous pouvez aider à l'améliorer ou bien discuter des problèmes sur sa page de discussion.
- Son texte doit être wikifié : il ne correspond pas à la mise en forme Wikipédia (style, typographie, liens internes, liens entre les wikis, etc.). (Marqué depuis février 2021)
- Il n’est pas rédigé dans un style encyclopédique. (Marqué depuis février 2021)
- Il se contredit lui-même. (Marqué depuis juin 2021)

Zulfugar Hadjibeyov (en azéri : Zülfüqar Əbdülhüseyn oğlu Hacıbəyov), né le 17 avril 1884 à Chouchi, anciennement dans le regroupement de territoires du gouvernement d'Elisavetpol appartenant à l'Empire russe, et décédé le 30 septembre 1950 à Bakou, est un compositeur et artiste émérite. Il est l'un des fondateurs du Théâtre national de la comédie musicale d'Azerbaïdjan. Il est le frère d'Üzeyir Hacıbəyov et le père de Niyazi Taghizade.

## Biographie
Zulfugar Hadjibeyov est né le 17 avril 1884 dans la ville de Choucha. Zulfugar a joué un grand rôle dans la formation artistique de ses jeunes frères Uzeyir Hadjibeyov et Djeyhun Hadjibeyli. Les musiciens Muslim Magomayev, Huseynqulu Sarabsky, Huseyn Arablinsky ont également été influencés par Zulfugar Hadjibeyov.

## Œuvres
Zulfugar Hajibeyov est l'auteur de la première opérette azerbaïdjanaise : Un jeune homme de  50 ans (1910). L'opérette est considérée comme le premier exemple du genre comique sur la scène azerbaïdjanaise. Le texte et la musique de l'œuvre, écrits par Zulfugar Hadjibeyov, sont simples et divertissants. 
La première représentation a lieu en avril 1911 au Théâtre Georgien Noble de Tbilissi (Géorgie). Plus tard, l'opérette est mise en scène à Bakou, Nakhitchevan, Erevan et Choucha. Les œuvres de Zulfugar Hadjibeyov ont joué un rôle important dans l'art musical azerbaïdjanais. Le folklore, utilisé dans son opéra Achig Garib, a apporté une nouvelle orientation aux compositeurs azerbaïdjanais. En 1917, Hadjibeyov a conçu des costumes pour l'opéra Trois achougs ou Malikmammad. En raison de la pression du gouvernement soviétique, la pièce n'a pas été portée à la scène. Villageoise, Bergère et Chanson de soldat, devenues populaires au premier quart du XXe siècle, sont les premières chansons du compositeur.

## La musique symphonique
Le rôle de Zulfugar Hadjibeyov dans la formation de la musique classique azerbaïdjanaise est important. En 1932, il compose une pièce symphonique : La danse des femmes esclaves. En outre, Zulfugar Hadjibeyov crée un certain nombre de cantates. En 1935, avec son fils Niyazi, il écrit la musique du premier film sonore azerbaïdjanais ; elle est basée sur la pièce de Djafar Djabbarli du même nom : Almaz. La dernière œuvre de Zulfugar Hadjibeyov est une cantate écrite en 1950 avec Zakir Bagirov.